# 별자국

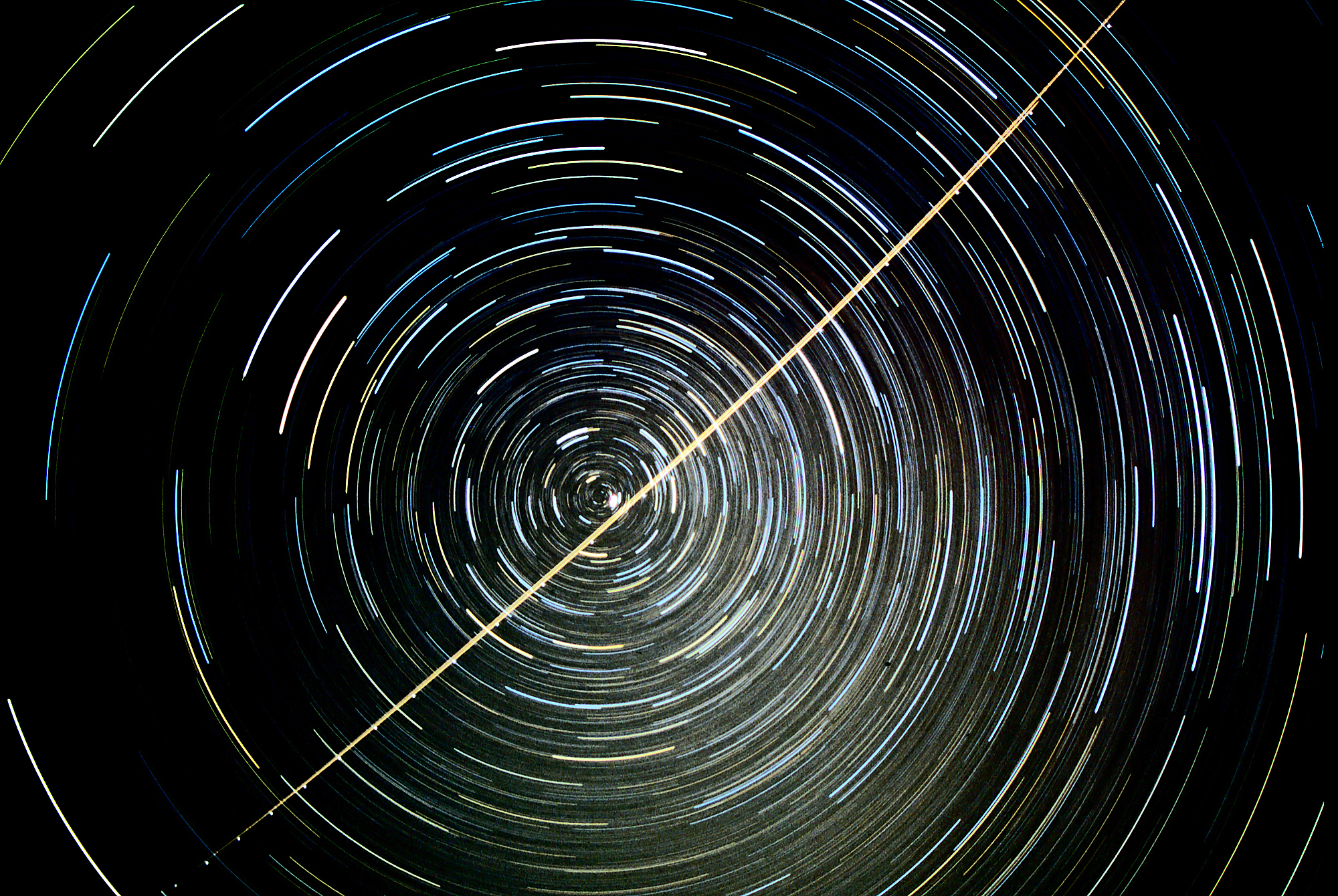
천구의 북극 주변의 별의 겉보기 운동을 보여주는 별자국 사진. 폴라리스는 제트 자국 위, 근처 극의 밝은 별이다.

별자국(star trail)은 지구 회전으로 인한 밤하늘 속 별의 겉보기 움직임을 포착하는 긴 노출 시간을 이용한 사진의 유형이다. 별자국 사진은 긴 노출로 인해 긴 줄로 나타나는, 사진을 걸쳐 보이는 줄과 같은 각각의 별들을 보여 준다.
별자국을 위한 일반적 노출 시간 범위는 15분에서 몇 시간 동안으로, 정상보다 더 오랜 기간 셔터를 열고 카메라 설정 '전구'를 요구한다.
별자국은 주요 망원경에 대한 위치 관찰의 품질을 측정하는 전문 천문학자에 의해 사용되어 왔다.

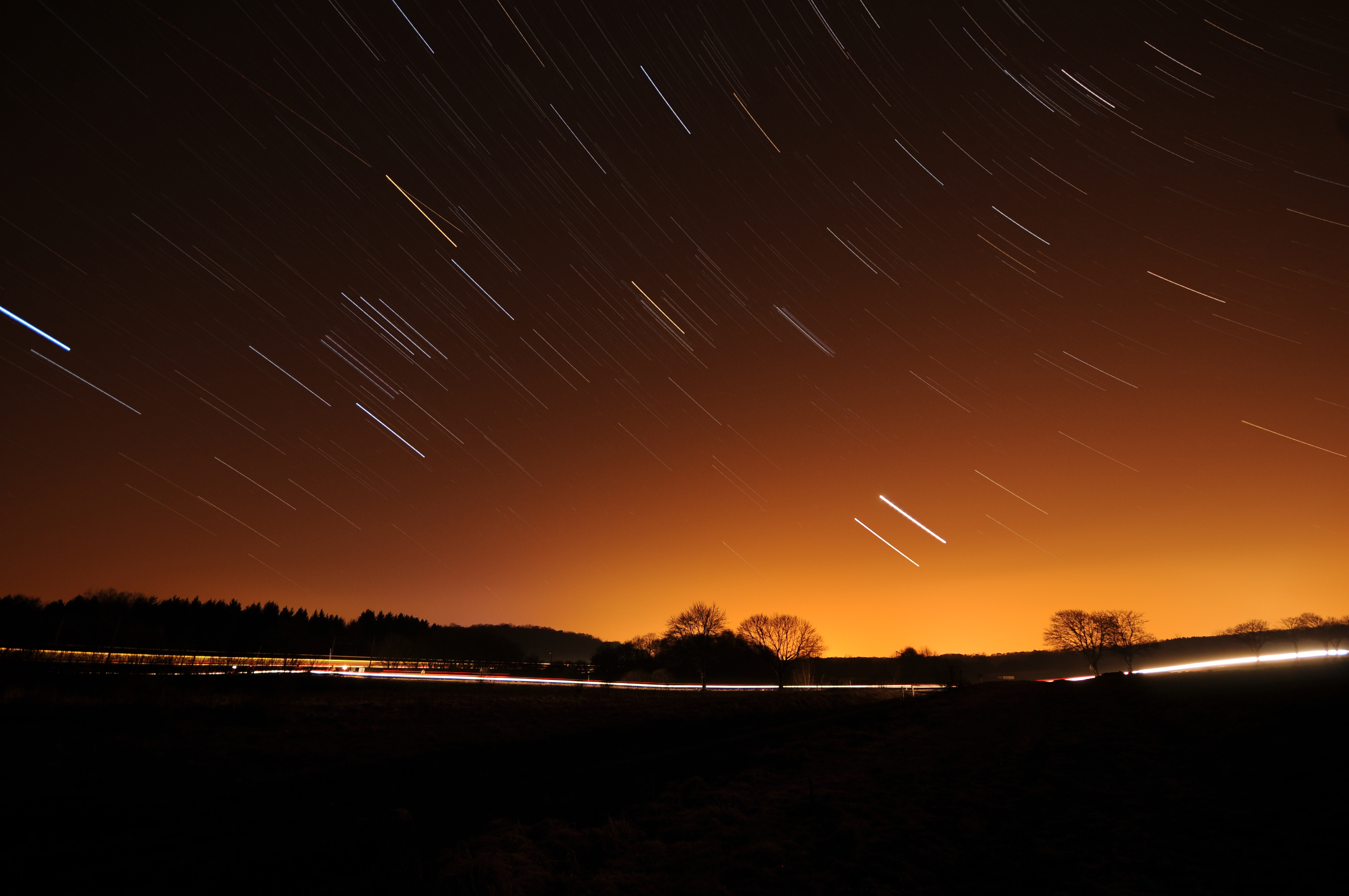
북서쪽 직면에서 촬영된 별자국.

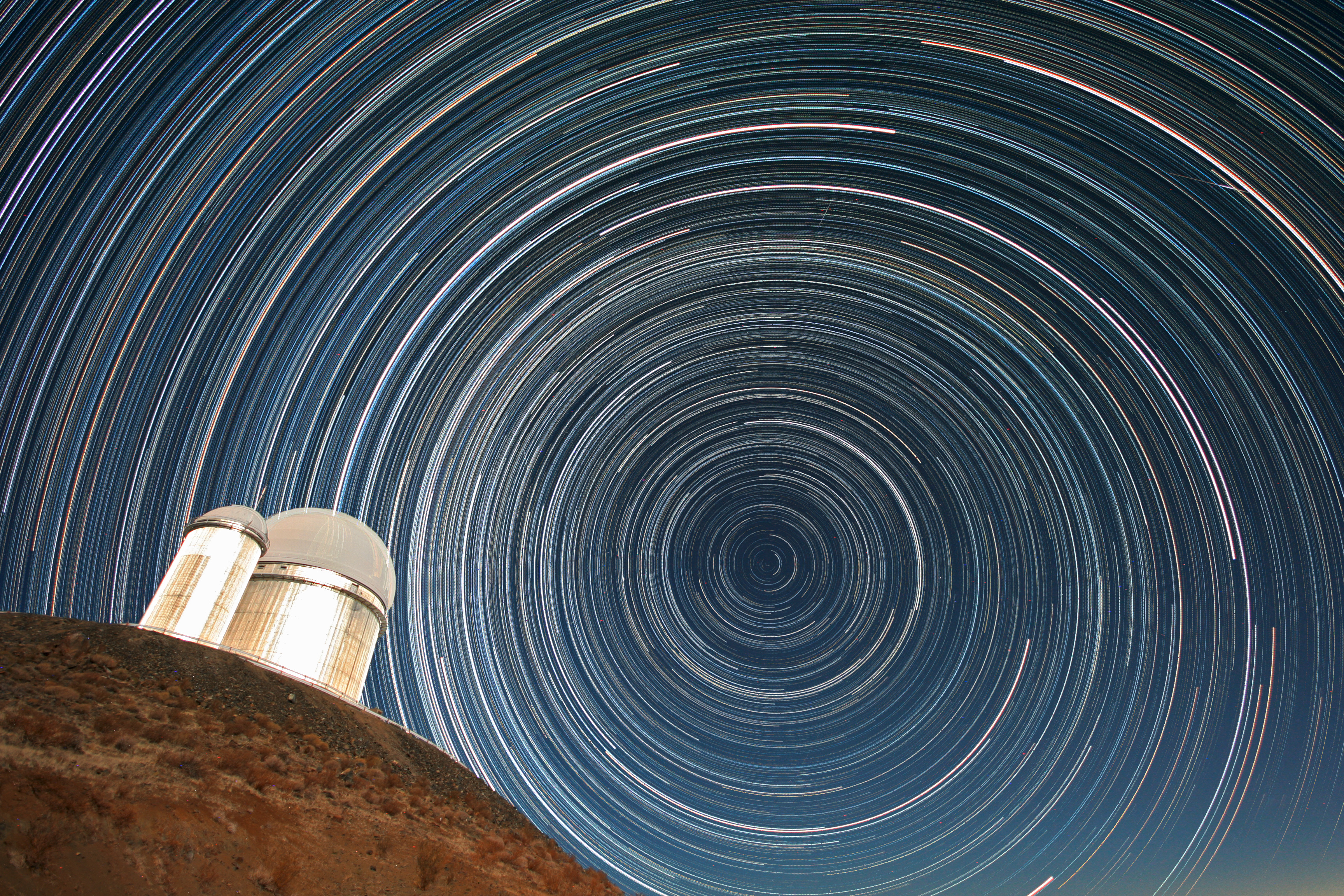
ESO 3.6미터 망원경을 통한 별자국.